# 佳前铁路
佳前铁路，位于黑龙江省东北部，是一条从佳木斯至前进镇站的铁路。
佳前铁路实际上是地方政府的说法。铁道部的标准命名是佳富铁路的佳木斯东站至福利屯站区间、以及福前铁路组成。